# Георг I фон Ербах
Георг I фон Ербах (на немски: Georg I Schenk von Erbach; * 1438; † 17 март 1481) е шенк на Ербах в Ербах в Оденвалд.
Той е третият син на шенк Филип I фон Ербах-Райхенберг (1425 – 1461) и съпругата му Лукард фон Епенщайн († 1470), дъщеря на Еберхард II фон Епенщайн-Кьонигщайн († 1443) и Анна фон Кронберг († 1442). Внук е на Конрад VII фон Ербах († 1423), таен съветник, домхер на Вюрцбург (1383 – 1391) и Майнц (1386 – 1411), и съпругата му Агнес фон Ербах-Ербах († 1423), дъщеря на Еберхард VIII фон Ербах-Ербах и графиня Елизабет фон Катценелнбоген († 1385). Братята и сестрите му стават духовници.
Георг I фон Ербах умира на 17 март 1481 г. и е погребан в Михелщат.

## Фамилия
Георг I се жени през 1472 г. за фрайин Кордула фон Фраунберг-Хааг († 28 март 1501), дъщеря на фрайхер Ханс VI фон Фраунберг-Хааге († 1477) и фрайин Анна фон Папенхайм († сл. 1477). Te имат децата:
- Еберхард XI (1475 – 1539), женен на 7 август 1503 г. за графиня Мария фон Вертхайм (1485 – 1536)
- Георг (1476 – 1509), домхер в Шпайер
- Магдалена († сл. 1525), приорес в Кларентал
- Мария († 1541), абатиса на Шверлебах